# Хушенг
Хушенг (*д/н — 1382) — 33-й ширваншах в 1372—1382 роках.

## Життєпис
Походив з династії Кесранидів. Син ширваншаха Кабуса. Повідомляється, що здобув гарну освіту, мав літературний хист. У 1366—1369 роках разом з батьком брав участь у боротьбі проти Джалаїридів. 1369 року батько разом з Хушенгом здався еміру Байрам-беку. Їх було відправлено до Тебризу. 1370 року Кабуса було звільнено, але хушенг залишився заручником.
1372 року після смерті батька Хушенга звільнено та визнано ширваншахом. В наступні роки зберігав вірність джалаїрським султанам, імена яких карбував на своїх монетах. Втім фактично, оскільки після смерті султана Увайса I 1374 року його держава поринула в чвари за трони, ширваншах Хушенг відновив фактичну незалежність, час від часу втручають в боротьбу Джалаїридів. завдяки цьому зміцнив політичну та економічну потугу Ширвана.
1382 року спалахнуло потужне повстання проти влади ширваншаха, викликане ймовірно податками або жорстоким правлінням. Перебіг подій достеменно не відомий, але Хушенг зазнав поразки, потрапив у полон й був страчений. Владу захопив Шейх-Ібрагім з роду Дербенді.